# Huitième Avenue
La Huitième Avenue est une avenue de New York. 

## Situation et accès
Cette voie de l'arrondissement de Manhattan, prend le nom de Central Park West au nord de Columbus Circle.

## Origine du nom
La Huitième Avenue, tire son nom de sa position dans le plan en damier de Manhattan établi en 1811. Elle est la huitième avenue orientée nord-sud à partir de l'est de l'île.

## Historique
Elle a été tracée dans le cadre du Commissioners' Plan de 1811, qui a instauré le quadrillage de Manhattan.
Depuis les années 1990, le tronçon de la Huitième Avenue qui traverse Greenwich Village et son quartier adjacent, Chelsea ont été un centre de la communauté gay de la ville, avec bars et restaurants pour les hommes gays. La marche annuelle des fiertés de New York a lieu le long de la section de Greenwich Village de la Huitième Avenue. En outre, avec Times Square, la partie de la Huitième Avenue à partir de la 42e Rue à la 50e Rue était un quartier chaud informel dans les années 1960, 1970 et 1980 avant d'être rénové de manière controversée en un environnement plus accueillant pour les enfants sous la première administration du maire Rudy Giuliani.[réf. nécessaire]

## Bâtiments remarquables et lieux de mémoire

### Dans la culture populaire
C'est là que commence l'aventure de Philip et Mike dans le roman de Jack Kerouac et William S. Burroughs Et les hippopotames ont bouilli vifs dans leurs piscines.
L'avenue apparaît dans les jeux vidéo GTA 4 et Grand Theft Auto: Chinatown Wars sous le nom de Frankfort Avenue.